# Alectroenas sganzini
Alectroenas sganzini е вид птица от семейство Гълъбови (Columbidae).

## Разпространение
Видът е разпространен в Коморските острови, Майот и Сейшелите.